# Стрельба из лука на летних юношеских Олимпийских играх 2018
Соревнования по стрельбе из лука на летних юношеских Олимпийских играх 2018 года пройдут с 12 по 17 октября в Парке Polideportivo Roca в Буэнос-Айреса, столицы Аргентины. Будут разыграны 3 комплекта наград: у юношей и девушек и среди смешанных пар. В соревнованиях, согласно правилам, смогут принять участие спортсмены рождённые с 1 января 2001 года по 31 декабря 2003 года.

## История
Стрельба из лука является постоянным видом программы, который дебютировал на I летних юношеских Олимпийских играх в Сингапуре.
На прошлых играх в 2014 году и на самых первых играх в 2010 году в стрельбе из лука также разыгрывалось по три комплекта наград.

## Квалификация
Каждый Национальный олимпийский комитет (НОК) может участвовать не более чем в 2 соревнованиях, по одному среди юношей и девушек. В качестве принимающей страны Аргентина получила максимальную квоту. Места были перераспределены следующим лучшим странам на молодежном чемпионате мира 2017 года. Оставшиеся 54 места определили квалификационные соревнования, а именно Молодежный Чемпионат мира по стрельбе из лука 2017 года и пять континентальных квалификационных турниров. Ещё 8 квот, по 4 среди юношей и девушек должны были быть определены универсальными местами.
Для участия в юношеских Олимпийских играх спортсмены должны быть рождены в период с 1 января 2001 года по 31 декабря 2003 года. Кроме того, все лучники должны набрать следующий минимальный квалификационный балл (MQS).
- Мужчины: FITA раунд 60m раунд 610
- Женщины: FITA раунд 60m раунд 600

Общее число спортсменов, которые выступят на соревнованиях, было определено Международным олимпийским комитетом и составило 64 человека (32 юноши и 32 девушки) из 38 стран.

## Календарь
| ЦО | Церемония открытия | ● | Квалификации | 2 | Финалы соревнований | ЦЗ | Церемония закрытия |

| Октябрь          | 06 Сб | 07 Вс | 08 Пн | 09 Вт | 10 Ср | 11 Чт | 12 Пт | 13 Сб | 14 Вс | 15 Пн | 16 Вт | 17 Ср | 18 Чт | Соревнования |
| ---------------- | ----- | ----- | ----- | ----- | ----- | ----- | ----- | ----- | ----- | ----- | ----- | ----- | ----- | ------------ |
| Стрельба из лука | ●     |       |       |       |       |       | ●     | ●     | 1     | ●     | 1     | 1     | ●     | 3            |

## Медалисты
Сокращения: WYB — высшее мировое достижение среди юношей

## Медали
| Дисциплина                  | Золото | Золото | Серебро | Серебро | Бронза | Бронза |
| --------------------------- | ------ | ------ | ------- | ------- | ------ | ------ |
| Юноши. Личное первенство.   |        |        |         |         |        |        |
| Девушки. Личное первенство. |        |        |         |         |        |        |
| Смешанные пары.             |        |        |         |         |        |        |